# Fondazione ENPAM
La Fondazione ENPAM (acronimo di Ente nazionale di previdenza e assistenza medici) è un ex ente di diritto pubblico italiano nato nel 1950 come organismo di previdenza del personale medico.
Dopo l'istituzione del servizio sanitario nazionale e il passaggio della previdenza in capo alle aziende sanitarie locali, l'ente fu spogliato nel 1994 della sua natura di soggetto di diritto pubblico e trasformato in fondazione. L'iscrizione e il versamento delle relative quote è obbligatorio indipendentemente dalla posizione contrattuale (come nel caso dei medici dipendenti dal servizio sanitario nazionale), gli iscritti sono perciò obbligati a contribuire all'Enpam, anche se già iscritti (e contributori) alla gestione previdenziale INPS.

## Storia
Nel 1946 viene avviata la ricostituzione degli Ordini dei medici, ove viene imposto l’obbligo d’iscrizione al proprio Ente di Previdenza.
Una vera svolta si ebbe con la sottoscrizione della nuova Costituzione Repubblicana, con l’art. 38, in cui si stabilì che attraverso enti predisposti dallo Stato i lavoratori, sia che fossero autonomi che liberi professionisti, avessero diritto a ricevere assistenza in caso di infortunio, invalidità e vecchiaia. Nel 1950 la Cassa di trasformò in Ente Nazionale di Previdenza e Assistenza dei Medici, come ente di diritto pubblico: la sua nascita fu caratterizzata per la prima volta, da erogazioni di contributi assistenziali non più sporadiche, ma a tutti gli effetti continuativi. Il primo presidente del nuovo ente è Andrea Benagiano, il quale nel 1958 portò al Primo Regolamento di Previdenza e, l’anno seguente, al primo statuto dell’E.N.P.A.M. Al principio, gli iscritti all’Ente erano obbligati al versamento di un contributo fisso di 2000 L. al mese e dello 0,1% dei redditi imponibili.
In cambio l’ente prevedeva una pensione per la vecchiaia o, in caso di invalidità, una pensione di invalidità.
Nel 1972, con la successiva tripartizione del Fondo speciale, nato nel 1959, in ambulatoriali, medici generici, specialisti esterni, inizia un periodo caratterizzato da molte riforme strutturali. Infine, nella visione di una più ampia riorganizzazione della Pubblica Amministrazione, nel 1995 è stata sancita la finale trasformazione dell’ente di diritto pubblico, ausiliaria dello Stato, in Fondazione E.N.P.A.M. di diritto privato. A dirigerla viene chiamato Eolo Parodi; con l’affermarsi di un nuovo statuto, gli odontoiatri sono stati definitivamente inseriti fra le categorie di sanitari assicurati dall'Ente, e il processo di privatizzazione dell’ente ha seguito il suo corso.

## Gestione
La struttura organizzativa è attribuita alla cooperazione che vige tra gli Organi Istituzionali e gli Organi amministrativi.

## Obblighi e diritti
Ogni medico e odontoiatra che voglia esercitare la professione, dovrà obbligatoriamente iscriversi all’Albo. A seguire subentrerà l’obbligo dell’iscrizione alla fondazione E.N.P.A.M., la quale gestisce la previdenza obbligatoria a favore di tutti gli iscritti. Una volta completata l’iscrizione, ogni associato riceverà una carta E.N.P.A.M. munita di codice personale, attraverso il quale si potrà conoscere la situazione dei propri contributi. Nel caso in cui durante il percorso di un medico o all’albo della sua carriera, esso dovesse morire o rimanere invalido, quindi impossibilitato ad esercitare la sua professione, è obbligo dell’Ente proseguire al versamento di una pensione di invalidità e di reversibilità. Anche al termine dell’attività lavorativa, la fondazione dovrà erogare le rendite pensionistiche a favore dell’iscritto. 

### Quota A e Quota B
I medici e odontoiatri iscritti all’Albo, avranno l’obbligo di iscriversi all’Ente e, di conseguenza, di versare due quote: Quota A e Quota B. La prima è d’obbligo versarla per ogni medico e odontoiatra iscritto all’Albo, anche se si decide di non esercitare la professione. La seconda ovvero la Quota B, è obbligatoria per chi esercita effettivamente la professione solo in regime di libera professione (i medici dipendenti del SSN non pagano la quota B ma versano la propria quota contributiva previdenziale all'INPS), ricevendo un profitto dalla stessa. Dunque, essa sarà versata in proporzione al reddito percepito durante l’anno. 